# Эльдей
Эльдей (исл. Eldey) — небольшой остров, находящийся примерно в 10 милях (16 км) от полуострова Рейкьянес на юго-западе Исландии.
Площадь острова составляет около 3 га, высота достигает 77 м. Отвесные склоны острова являются домом для множества птиц. В частности, здесь располагается одна из
крупнейших в мире колоний северной олуши, состоящая примерно из 16 000 пар. За ней можно наблюдать в режиме реального времени при помощи двух веб-камер, установленных на вершине острова.
В 1830 г., когда вследствие извержения вулкана разрушился и ушёл под воду соседний остров Гейрфюгласкер, который служил прибежищем большой популяции бескрылой гагарки, эти нелетающие птицы мигрировали на Эльдей.
После обнаружения  в 1835 г. колония насчитывала около 50 особей. Музеи, желая представить в своих коллекциях чучела гагарок, постепенно изымали отсюда птиц. Последняя пара, высиживавшая птенцов, была убита в 1844 г.